# Truyền thông Gia Hành
Tây An Gia Hành (tiếng Trung: 西安嘉行影视) là một công ty truyền thông và giải trí Trung Quốc được thành lập vào năm 2007 bởi Tăng Gia , chủ yếu đầu tư và sản xuất các chương trình truyền hình phục vụ thị trường trẻ. Trụ sở chính nằm tại Bắc Kinh và thuộc sở hữu của Perfect World từ 2017 . 

## Studio
- Studio Địch Lệ Nhiệt Ba

## Nghệ sĩ trực thuộc công ty
| Nghệ sĩ nữ - Địch Lệ Nhiệt Ba - Chúc Tự Đan - Vương Nghệ Cẩn - Hoàng Mộng Oánh - Trang Đạt Phi - Đại Tư - Vương Nhất Phi - Vương Lị Đan - Dương Thành Thành - Lý Đình Đình - Cát Thi Mẫn - Viên Vũ Huyên - Khâu Thiên - Điền Hiên Ninh - Hoàng Dương Điền Điềm - Khúc Chỉ Hàm - Trương Minh Xán - Lưu Mộng - Thôi Văn Mỹ Tú - Điền Kinh Phàm - Ngao Tâm Nghi - Phùng Uyển Hạ - Lưu Hải Hàm - Vương Nhã Nhạc - Chu Lâm Vũ - Đường Kha Y | Nghệ sĩ nam - Cao Vỹ Quang - Lưu Nhuế Lân - Lại Nghệ - Vương Kiêu - Chúc Tử Kiệt - Vương Nhất Minh - Dịch Đại Thiên - Hải Lượng - Trương Tùng - Phong Sở Hiên - Tưởng Dập Minh - Lô Hoán Du - Triệu Trạch Phàm - Châu Kha Vũ - Phàn Trị Hân | Cựu nghệ sĩ - Lưu Khải Uy - Lý Khê Nhuế - Tiêu Vũ Vũ - Biên Vũ |  |  |

## Danh sách phim
| Năm phát sóng | Tựa Đề                            | Ghi chú |
| ------------- | --------------------------------- | ------- |
| 2013          | Cạm Bẫy Tình Thù                  |         |
| 2014          | Tình Yêu Thời Weibo               |         |
| 2014          | Cổ Kiếm Kỳ Đàm                    |         |
| 2016          | Người Phiên Dịch                  |         |
| 2017          | Tam Sinh Tam Thế: Thập Lý Đào Hoa |         |
| 2017          | Cha Mẹ Cuối Tuần                  |         |
| 2017          | Ugly Girl Hai Ru Hua              |         |
| 2018          | Người Đàm Phán                    |         |
| 2018          | Liệt Hỏa Như Ca                   |         |
| 2018          | Nghìn Lẻ Một Đêm                  |         |
| 2018          | Phù Dao Hoàng Hậu                 |         |
| 2020          | Tam Sinh Tam Thế: Chẩm Thượng Thư |         |
| 2021          | Bạo Phong Nhãn                    |         |
| 2021          | Hộc Châu Phu Nhân                 |         |
| 2022          | Cảm Ơn Bác Sĩ                     |         |